# Gillis Grafström
Gillis Grafström (Stoccolma, 7 giugno 1893 – Potsdam, 14 aprile 1938) è stato un pattinatore artistico su ghiaccio svedese, pluricampione olimpico e mondiale negli anni 1920.

## Biografia
In gioventù Grafström fu allievo di Ulrich Salchow, il grande pattinatore svedese dieci volte campione del mondo dal 1901 al 1911.
Architetto di professione, appassionato di poesia e pittura, Grafström era interessato più all'aspetto estetico del pattinaggio che a quello agonistico. Sviluppò ed introdusse nuovi elementi coreografici quale la spirale e le trottole change sit e flying sit. Fu anche il primo ad eseguire un doppio Salchow, il salto inventato dal suo maestro, nel 1926 durante un allenamento.
Grafström fu parco nelle partecipazioni alle competizioni, ma nelle poche occasioni in cui gareggiò ottenne risultati eccellenti. Non prese mai parte ai campionati europei. Ai campionati del mondo fu presente solo in tre occasioni (1922, 1924, 1929), e le vinse tutte e tre. Non mancò invece alle Olimpiadi, dove fu campione olimpico per tre edizioni consecutive (1920, 1924, 1928) e secondo, dietro all'austriaco Karl Schäfer, nel 1932, all'età di 38 anni.
È tuttora uno dei soli sei atleti che hanno vinto 3 medaglie d'oro consecutive ai Giochi olimpici invernali, insieme con la norvegese Sonja Henie (1928-36) nel pattinaggio di figura, il tedesco dell'est Ulrich Wehling (1972-80) nella combinata nordica, la statunitense Bonnie Blair (1988-94) nel pattinaggio di velocità, il tedesco Georg Hackl (1992-98) nello slittino e il norvegese Bjørn Dæhlie (1992-98) nello sci di fondo.
Grafström è l'unico sportivo della storia ad aver vinto la medaglia d'oro sia ai Giochi olimpici estivi sia ai Giochi olimpici invernali nella stessa disciplina. Nel 1920, prima dell'istituzione dei Giochi Olimpici invernali, il pattinaggio di figura fu inserito nel programma delle Olimpiadi estive di Anversa (come già accaduto in precedenza alle Olimpiadi del 1908 a Londra). In quell'occasione Grafström vinse il primo dei suoi tre titoli olimpici. Quattro anni dopo si svolsero i primi Giochi olimpici invernali, e Grafström si ripeté vincendo l'oro nel singolo uomini, come fece di nuovo nel 1928. Nella sua ultima partecipazione olimpica, nel 1932, vinse l'argento.
Nel 1929 ricevette la Medaglia d'oro dello Svenska Dagbladet, il premio assegnato dal quotidiano Svenska Dagbladet al miglior sportivo svedese dell'anno. Nel 1976 fu inserito nella World Figure Skating Hall of Fame, la hall of fame internazionale del pattinaggio di figura.

## Palmarès
| Evento                    | 1912 | 1913 | 1914 | 1915 | 1916 | 1917 | 1918 | 1919 | 1920 | 1921 | 1922 | 1923 | 1924 | 1925 | 1926 | 1927 | 1928 | 1929 | 1930 | 1931 | 1932 |
| ------------------------- | ---- | ---- | ---- | ---- | ---- | ---- | ---- | ---- | ---- | ---- | ---- | ---- | ---- | ---- | ---- | ---- | ---- | ---- | ---- | ---- | ---- |
| Giochi olimpici           |      |      |      |      |      |      |      |      | 1°   |      |      |      |      |      |      |      |      |      |      |      |      |
| Giochi olimpici invernali |      |      |      |      |      |      |      |      |      |      |      |      | 1°   |      |      |      | 1°   |      |      |      | 2°   |
| Campionati mondiali       |      |      | 7°   |      |      |      |      |      |      |      | 1°   |      | 1°   |      |      |      |      | 1°   |      |      |      |
| Giochi nordici            |      |      |      |      |      |      |      |      | 1°   |      |      |      |      |      |      |      |      |      |      |      |      |
| Campionati svedesi        | 2°   |      |      |      |      | 1°   | 1°   | 1°   |      |      |      |      |      |      |      |      |      |      |      |      |      |